# Polystachya candida
Polystachya candida är en orkidéart som beskrevs av Friedrich Fritz Wilhelm Ludwig Kraenzlin. Polystachya candida ingår i släktet Polystachya och familjen orkidéer. Inga underarter finns listade i Catalogue of Life.